# Majesty: The Fantasy Kingdom Sim
Majesty: The Fantasy Kingdom Sim est un jeu vidéo développé par Cyberlore Studios et publié par MicroProse pour Windows le 21 mars 2000.

## Gamme
MacPlay a publié une version Mac OS en décembre 2000. Infogrames a publié l'extension Majesty: The Northern Expansion pour Windows en mars 2001, et une compilation du jeu et de l'extension nommée Majesty Gold Edition en janvier 2002. Linux Game Publishing (en) a sorti une version Linux de Majesty Gold Edition en avril 2003.
Un premier projet de suite, Majesty Legends, a été abandonné par Cyberlore Studios car il n'intéressait aucun éditeur de logiciel.
Le 3 juillet 2007, Paradox Interactive a annoncé l'acquisition des droits de Majesty puis, le 18 avril 2008, qu'une nouvelle version, Majesty 2: The Fantasy Kingdom Sim, était prévue pour 2009 et serait développée par 1C Company.

## Système de jeu
Il s'agit d'un jeu de stratégie en temps réel en deux dimensions qui mélange la stratégie et le jeu de rôle. Le concept fondamental consiste en la gestion d'une ville, mais sans la moindre micro-gestion. Toutes les unités sont des héros qui sont libres, et toutes les actions du joueur sur ces unités sont donc indirectes (avis de mission, avis d'exploration avec prime à la clé, etc.).

## The Northern Expansion
Majesty: The Fantasy Kingdom Sim bénéficie d'une extension, baptisée The Northern Expansion, développée par Cyberlore Studios et publiée par Infogrames en 2001. Celle-ci étend la carte d'Ardania, le monde du jeu, vers le nord et introduit une douzaine de nouvelles quêtes dont le niveau de difficulté est plus élevé que dans le jeu original. L'extension apporte également des améliorations au mode multijoueur, de nouvelles créatures, repères et bâtiments dont l'un permet de rechercher six nouveaux sortilèges. L'extension modifie également plusieurs classes de héros et introduit des évènements spéciaux qui peuvent par exemple déclencher l'apparition de vagues de monstres ou d'un héros. Parmi les améliorations apportées au mode multijoueur se trouve notamment un éditeur d'arbre technologique, qui permet d'imposer des limitations sur les bâtiments qu'il est possible de construire au cours d'une partie,.

## Accueil
| Majesty               |      |       |
| Média                 | Pays | Notes |
| Computer Gaming World | US   | 4/5   |
| GameSpot              | US   | 88 %  |
| Gen4                  | FR   | 3/6   |
| Jeuxvideo.com         | FR   | 16/20 |
| Joystick              | FR   | 78 %  |
| PC Zone               | US   | 50 %  |